# جيمس غامبل روجرز
جيمس غامبل روجرز (بالإنجليزية: James Gamble Rogers)‏ هو مهندس معماري أمريكي، ولد في 3 مارس 1867 في Bryan Station ‏ في الولايات المتحدة، وتوفي في 1 أكتوبر 1947 في نيويورك في الولايات المتحدة.